# Bernardine Dohrn
Bernardine Dohrn est une activiste et professeur de droit américaine, née le 12 janvier 1942 à Milwaukee au Wisconsin. Elle a été la dirigeante du groupe anti-impérialiste et antiraciste de la section féminine et féministe de Weather Underground. Elle a ainsi été à l'origine de plusieurs attentats à la bombe importants, comme ceux visant le Capitole, le Pentagone et plusieurs services de police new-yorkais, qui ne font pas de victimes ; mais l'explosion accidentelle (en), le 6 mars 1970 à Greenwich Village, d'une charge en préparation — destinée à une action terroriste contre un bal de militaires à Fort Dix — cause la mort de trois militants. Ajoutée à l'époque à la liste des dix fugitifs les plus recherchés du FBI, elle se rend aux autorités une dizaine d'années plus tard, en décembre 1980. 